# Nouvelle-Zélande aux Jeux olympiques d'hiver de 1952
Cet article contient des informations sur la participation et les résultats de la Nouvelle-Zélande aux Jeux olympiques d'hiver de 1952, qui ont eu lieu à Oslo en Norvège. C'est la première fois que la nation participe aux Jeux olympiques d'hiver. Le pays est représenté par son équipe de ski alpin dirigé par Sir Roy McKenzie. Les skieurs présents sont Herbie Familton (qui a fini 65e en descente et 77e en slalom géant), Bill Hunt (qui a fini 81e en slalom géant), Austin Haywood et l'entraîneur Herbert Modelhart. Aucune médaille n'a été remportée.

## Résultats

### Ski alpin

#### Hommes
| Athlète          | Épreuve      | Course 1     | Course 1 | Course 2     | Course 2     | Total        | Total        |
| Athlète          | Épreuve      | Temps        | Rang     | Temps        | Rang         | Temps        | Rang         |
| ---------------- | ------------ | ------------ | -------- | ------------ | ------------ | ------------ | ------------ |
| Herbert Familton | Descente     |              |          |              |              | 3 min 44 s 6 | 65           |
| Bill Hunt        | Slalom géant |              |          |              |              | 3 min 51 s 6 | 81           |
| Herbert Familton | Slalom géant |              |          |              |              | 3 min 31 s 7 | 77           |
| Bill Hunt        | Slalom       | 1 min 29 s 5 | 75       | Non qualifié | Non qualifié | Non qualifié | Non qualifié |

#### Femmes
| Athlète         | Épreuve      | Course 1     | Course 1 | Course 2 | Course 2 | Total        | Total |
| Athlète         | Épreuve      | Temps        | Rang     | Temps    | Rang     | Temps        | Rang  |
| --------------- | ------------ | ------------ | -------- | -------- | -------- | ------------ | ----- |
| Annette Johnson | Slalom géant |              |          |          |          | 2 min 57 s 7 | 39    |
| Annette Johnson | Slalom       | Non partante | –        | –        | –        | Non partante | –     |